# 四排镇
四排乡，是中华人民共和国广西壮族自治区柳州市鹿寨县下辖的一个乡镇级行政单位。

## 行政区划
四排乡下辖以下地区：
四排村、思民村、三排村、白合村、德占村、中平村、石妙村、马龙村、龙团村、和木村、江南村、吉云村、那当村、新庆村、水头村和泗湖村。